# Ludwików
Ludwików es un pueblo de Polonia, en Mazovia.  Se encuentra en el distrito (Gmina) de Radzanów, perteneciente al condado (Powiat) de Białobrzegi. Se encuentra aproximadamente a 3 km al norte de Radzanów, 12 km al suroeste de Białobrzegi, y a 73 km  al sur de Varsovia. 
Entre 1975 y 1998 perteneció al voivodato de Radom.